# Осада Юрьева (1262)
Осада Юрьева — сражение, которое произошло в 1262 году между войсками Новгородской республики и её союзников Ливонским орденом.
Юрьев был основан Ярославом Мудрым на землях эстов, которых он обложил данью, в 1030 году. В 1224 году город был захвачен крестоносцами. После конфликта 1258 года Александр Невский заключил мир с Великим княжеством Литовским, а в 1262 году сын Александра и его наместник в Новгороде Дмитрий возглавил поход на Юрьев. Также в походе участвовал брат Александра Ярослав тверской (конфликтовавший с ним в 1252-55 годах), зять Константин Ростиславич, княживший в одном из смоленских уделов и литовский князь Товтивил, в отряд которого входили полочане и 500 литовских воинов.
Летопись оценивает новгородский полк как «бесчисленный», а в числе потерь упоминает только 2 человек поимённо. Город был взят, богатая добыча доставлена в Новгород. Вскоре после этого Александр Невский был вызван в Орду, вернулся больной и умер (1263).